# Kummur, Byadgi
Kummur là một làng thuộc tehsil Byadgi, huyện Haveri, bang Karnataka, Ấn Độ.